# Voldemaras Novickis
Voldemaras Novickis (ryska: Вальдемар Новицкис, Valdemar Novitskij), född 22 februari 1956 i Kalesninkai i södra Vilnius län, död 31 januari 2022 i Kaunas, var en litauisk handbollsspelare (mittnia), tävlande för Sovjetunionen, och handbollstränare.
Han var med och tog OS-silver 1980 i Moskva och därefter OS-guld 1988 i Seoul.

## Klubbar
- Žalgiris Kaunas
- HC Granitas Kaunas (–1988)
- BM Puleva Maristas (1988–1989)
- VfL Bad Schwartau (1989–1990)
- Granitas Kaunas (1990–1993)